# 口头合同
口头合同（英語：Oral Contract）是指未以书面形式或者只有部分以书面形式确立下来的合同。该概念与书面合同相对。口头合同可能有其他的书面表现形式，比如订立合同的双方可能会写下他们订立合同的对象，但没有写下合同内容本身。
通常而言，若能证明口头合同是双方真实意愿的表示，那么口头合同和书面合同的法律效力是一样的，不过有的时候执法机关会要求当事人写下合同内容。